# Dynamo Lebanon Club
-
Maillots
Le Dynamo Lebanon Club, est un club libanais de basket-ball basé dans le quartier de Saifi Village à Beyrouth, capitale du pays. Elle est créée en 2005 sous le nom des Tibnine Sports Club puis délocalisée en 2020.
Il évolue en deuxième division libanais depuis la saison 2023-2024.

## Histoire
Le 11 août 2021, le Dynamo Club remporte le championnat de deuxième division et monte en première division. En finale il bat l'Antranik Beyrouth en deux matchs (2-0).
En finale de la coupe du Liban 2020-2021, le Dynamo remporte le trophée contre le Club Antonin Sportif.
Le Dynamo Club participe entre 2021 et 2023 deux saisons en première division.
Durant la saison 2021-2022 l'équipe perd la demi-finale du championnat en quatre matchs (1-3) contre le Riyadi Club Beyrouth ; Ali Haidar est le meilleur pivot et choisi pour faire partie de la première équipe du championnat.
En janvier 2023, le club perd la finale du tournoi international de Dubaï (85-86) contre le Riyadi Club Beyrouth.
Au terme de la saison 2022-2023 l'équipe prend la première place de la saison régulière et perd la finale du championnat contre le Riyadi Club Beyrouth en quatre matchs (1-4)  ; Jad El Hajj remporte le titre de meilleur entraîneur, Zach Lofton de meilleur arrière et choisi pour faire partie de la première équipe du championnat.
Le 8 octobre 2023, le Dynamo Club est éliminés en huitièmes de finale de la  coupe arabe des clubs champions (79-83) contre l'Al-Muharraq Club de Bahreïn.

## Palmarès
| National                                                                              | Tournois amicaux                                          |
| ------------------------------------------------------------------------------------- | --------------------------------------------------------- |
| - Championnat du Liban (0) - Finaliste : 2023 - Coupe du Liban (1) - Vainqueur : 2021 | - Tournoi international de Dubaï (0) : - Finaliste : 2023 |

## Anciens joueurs
- Sean Armand
- Cleanthony Early
- Bakari Hendrix
- Scotty Hopson
- Zach Lofton
- Ali Mahmoud
- Ghaleb Rida
- Elie Rustom
- Radhouane Slimane
- Ibrahima Thomas